# Chronologie de la télévision française des années 1960
 (mai 2025).
Si vous disposez d'ouvrages ou d'articles de référence ou si vous connaissez des sites web de qualité traitant du thème abordé ici, merci de compléter l'article en donnant les références utiles à sa vérifiabilité et en les liant à la section « Notes et références ».
Cette page présente une chronologie de la télévision française des années 1960. Elle rassemble les évènements et les productions françaises ou étrangères (séries, feuilletons, émissions...) qui se sont montrés remarquables pour une raison ou une autre.
Les programmes cités ci-dessous sont indiqués suivant leur année d'apparition ou de première diffusion. Ils peuvent cependant apparaître une seconde fois, en certaines circonstances, comme le changement d'acteur principal pour une série, de présentateur pour une émission, avec indication de cette modification.

## Évènements notables
- 26 mars 1961 : Apparition du « carré blanc » à la télévision pour signaler les émissions déconseillées aux enfants.
- 18 avril 1964 : Inauguration de la « deuxième chaîne » en 625 lignes UHF, noir et blanc, adoptant ainsi la norme européenne[1].
- 27 juin 1964 : Loi créant l'ORTF (depuis la RTF), placé sous la tutelle du Ministère de l'Information.
- Juin 1964 : Noëlle Noblecourt, présentatrice de l'émission Télé Dimanche, est officiellement licenciée pour avoir montré ses genoux à la télévision, mais interviewée par Vincent Perrot une trentaine d'années après, elle affirme avoir été renvoyée pour avoir refusé les avances de Raymond Marcillac, directeur de l'information de TF1[2].
- 1965 : Sony commercialise le premier magnétoscope familial (système Bétamax).
- 15 septembre 1967 : Première diffusion d'un journal télévisé sur la deuxième chaîne.
- 1er octobre 1967 : Première diffusion en couleurs sur le réseau de la deuxième chaîne ; direct depuis l'étang de Biscarrosse.
- 13 mai au 23 juin 1968 : Grève de l'ORTF.
- Août 1968 : Vague de licenciement de journalistes contestataires, dont Claude Darget.
- 1er octobre 1968 : Début de la publicité « de marques » sur la première chaîne.
- 20 juin 1969 : La tutelle de l'ORTF est rattachée au Premier ministre, le Ministère de l'Information est supprimé.
- 21 juillet 1969 : Des millions de téléspectateurs français (et 600 millions environ dans le monde) assistent en direct aux premiers pas de Neil Armstrong sur la Lune.

## Émissions

### Émissions sur le cinéma
- 1958-1967 : Cinepanorama de Frédéric Rossif (animé par François Chalais) en N&B sur la première chaîne de l'ORTF
- 6 avril 1967 : Les Dossiers de l'écran (présenté par Alain Jérôme et Joseph Pasteur)
- 18 septembre 1967 : Monsieur Cinéma (présenté par Pierre Tchernia)
- 1971- 1972 : Le Journal du CInéma (présenté par Georges De Caunes et réalisé par Paul-Robin Benayoum) diffusé en couleurs sur la 2ème chaîne de l'ORTF.

### Émissions de cuisine
De 1954 à 1967 : Art et Magie de la Cuisine, avec le chef Raymond Oliver, du Grand Véfour, et la télé-présentatrice Catherine Langeais.

### Émissions culturelles
- 1961 : Télé-Philatélie présentée par Jacqueline Caurat.
- 1962 : Chefs-d'œuvre en péril

### Émissions de divertissement
- 1960 : Le Petit Conservatoire de la chanson (présenté par Mireille)
- 30 mai 1961 : Âge tendre et tête de bois (présenté par Albert Raisner)
- 31 octobre 1961 : Les Perses réalisé par Jean Prat : première transmission stéréophonique, le deuxième canal (arrière) étant assuré par la radio en modulation de fréquence.
- 1962 : Sacha Show (présenté par Sacha Distel)
- 12 octobre 1963 : Les Raisins verts (émission de Jean-Christophe Averty)
- 30 avril 1964 :  La Caméra invisible (présenté par Pierre Bellemare, Jean-Paul Blondeau et Jacques Rouland)
- 1965 : Le Palmarès des chansons (présenté par Guy Lux et Anne-Marie Peysson)
- 28 août 1966 : Au théâtre ce soir au Théâtre Marigny
- septembre 1968 : Midi-Magazine (présenté par Danièle Gilbert et Jacques Martin)

### Émissions documentaires
- 1961 : Le Racisme (1), Émission d ’Étienne Lalou, Igor Barrère, Radiodiffusion Télévision Française, Faire face, n° 3, septembre 1961

### Émissions historiques
- 1969 : Alain Decaux raconte.

### Émissions d'information
- 9 avril 1964 : Les Femmes aussi d'Éliane Victor
- 7 mars 1965 : Dim Dam Dom (présenté par Daisy de Galard)
- 16 avril 1965 : Panorama
- 23 décembre 1965 : Zoom (magazine d'actualités de André Harris et Alain de Sédouy)
- 15 septembre 1966 : Vingt-quatre heures d'actualité
- 3 novembre 1969 : Information Première (Journal télévisé)
- 3 novembre 1969 : 24 heures sur la 2 (Journal télévisé)

### Émissions destinées à la jeunesse
- 5 novembre 1961 : L'Ami public numéro un (présenté par Pierre Tchernia)
- 1961 : La Séquence du jeune spectateur
- 1964 : SVP Disney
- 1967 : Colorix

### Émissions littéraires
- Septembre 1966 : Bibliothèque de poche (présenté par Michel Polac)

### Émissions musicales
- 22 mars 1965 : Grand Prix de l'Eurovision

### Émissions politiques
- 10 juin 1960 : Faire face (présenté par Igor Barrère et Etienne Lalou)
- 24 février 1966 : Face à face (présenté par Jean Farran et Jean Lanzi) (ORTF)
- 1968 : Face à la presse (présenté par Michel Droit) (ORTF)
- 3 octobre 1966  : En direct remplace Face à face

### Émissions scientifiques
- 1960 : Science en marche (Pierre desgraupes) (RTF)
- 1962 : Ou, quand, comment (RTF)
- 1962 : Visa pour l'avenir (RTF)
- 1968 : Eurêka (ORTF)

### Émissions sportives
- 13 décembre 1961 : Les Coulisses de l'Exploît

### Jeux
- 1960 : Encore un carreau de cassé
- 1960 : La roue tourne
- 20 octobre 1960 : La Tête et les jambes (présenté par Pierre Bellemare)
- 2 novembre 1961 : L'Homme du XXe siècle (présenté par Pierre Sabbagh)
- 17 janvier 1962 : Le Bon Numéro
- 17 juillet 1962 : Intervilles (présenté par Simone Garnier, Guy Lux et Léon Zitrone)
- 1963 : Monsieur tout le monde
- 1964 : Champions
- 26 mai 1965 : Jeux sans frontières
- 19 septembre 1965 : Le Mot le plus long
- 1966 : Pas une seconde à perdre (présenté par Pierre Bellemare)
- 1967 : Impossible n’est pas français (présenté par Guy Lux)
- 1968 : Le jeu du bac
- octobre 1968 : Teuf-Teuf
- 29 septembre 1969 : Le Schmilblic (présenté par Guy Lux)
- 1969 : L’Arbalète de noël
- L’as et la virgule

## Fiction
- 16 mars 1968 : Sarn

### Feuilletons
- 23 octobre 1960 : Le sérum de bonté
- 6 octobre 1961 : Le dernier petit ramoneur
- 22 octobre 1961 : Le Trésor des treize maisons, avec Achille Zavatta
- 16 octobre 1961 : Le temps des copains (avec Henry Tisot)
- 7 avril 1962 : La Belle et son fantôme
- 4 février au 12 avril 1963 : Janique Aimée
- 2 mars 1963 : Le Chevalier de Maison-Rouge
- 21 décembre 1963 : La Route
- 1er février 1964 : Les Beaux Yeux d'Agatha
- 18 avril 1964 : Rocambole, avec Pierre Vernier et Jean Topart
- 20 avril 1964 : La caravane Pacouli
- 3 mai 1964 : Vol 272
- 15 octobre 1964 : L'Abonné de la ligne U
- 1er janvier 1965 : Le bonheur conjugal
- 5 janvier 1965 : Chambre à louer
- 6 mars 1965 : Belphégor ou le Fantôme du Louvre, avec Juliette Gréco
- 31 mai 1965 : Quelle famille !
- 6 juillet 1965 : Fontcouverte
- 20 septembre 1965 : Les Survivants
- 23 septembre 1965 : Frédéric le gardian
- 11 octobre 1965 : Seule à Paris
- 17 octobre 1965 : 22, avenue de la Victoire
- 6 novembre 1965 : Médard et Barnabé
- 1er décembre 1965 : Les Complices de l'aube
- 3 mars 1966 : Rouletabille
- 5 mars 1966 : Illusions perdues
- 18 mars 1966 : En famille
- 4 avril 1966 : D'Artagnan, chevalier du roi
- 9 avril 1966 : Cécilia, médecin de campagne
- 10 avril 1966 : Don Quijote
- 9 juin 1966 : Le Chevalier d'Harmental
- 20 juin 1966 : La Fille du Régent
- 18 juillet 1966 : L'auberge de la licorne
- 21 septembre 1966 : Les Compagnons de Jéhu
- 24 décembre 1966 : Allô Police
- 26 décembre 1966 : Le Trompette de la Bérésina
- 3 janvier 1967 : Les sept de l'escalier quinze B
- 7 février 1967 : La Princesse du rail
- 6 avril 1967 : Salle n°8
- 15 avril 1967 : Signé alouette
- 10 juillet 1967 : Rue barrée
- 15 juillet 1967 : Malican père et fils
- 6 août 1967 : Saturnin Belloir
- 3 septembre 1967 : Les créatures du bon Dieu
- 20 septembre 1967 : Lagardère
- 1er octobre 1967 : Le Chevalier Tempête
- 16 octobre 1967 : Les Habits noirs
- 27 novembre 1967 : L'Âne Culotte
- 23 décembre 1967 : Jean de la Tour Miracle
- 15 avril 1968 : Les Demoiselles de Suresnes
- 16 juillet 1968 : Les Diables au village
- 29 juillet 1968 : Les Compagnons de Baal
- 3 août 1968 : Gorri le diable
- 18 novembre 1968 : Affaire Vilain contre Ministère public
- 16 décembre 1968 : L'Homme du Picardie
- 2 mars 1969 : Fortune
- 17 mars 1969 : Les Oiseaux rares
- 3 juillet 1969 : Que ferait donc Faber ?
- 25 juillet 1969 : L'Inde fantôme
- 16 août 1969 : Alice où es-tu ?
- 4 octobre 1969 : Jacquou le Croquant
- 3 novembre 1969 : Café du square
- 18 décembre 1969 : D'Artagnan
- 23 décembre 1969 : Jean-Roch Coignet

### Séries
- 16 mars 1960 : Les Aventures de Kit Carson
- 29 mars 1960 : L'histoire dépasse la fiction
- 16 septembre 1960 : Les Aventures de Sherlock Holmes
- 22 octobre 1960 : La Flèche brisée
- 23 octobre 1960 : Papa a raison
- 7 janvier 1961 : Destination Danger
- 21 octobre 1961 : Dobie Gillis
- 21 octobre 1961 : Le Chevalier Lancelot
- 21 janvier 1962 : L'inspecteur Leclerc enquête
- 30 juin 1962 : Guillaume Tell
- 2 octobre 1962 : Les Hommes volants
- 6 octobre 1962 : L'Homme invisible
- 24 octobre 1962 : L'Europe en chantant
- 30 octobre 1962 : Commandant X
- 18 novembre 1962 : Quand on est deux
- 6 janvier 1963 : Monsieur et Madame détective
- 27 avril 1963 : Treize contes de Maupassant
- 25 mai 1963 : Au nom de la loi
- 5 janvier 1964 : Les Incorruptibles
- 25 avril 1964 : Sir Francis Drake, le corsaire de la reine
- 26 avril 1964 : Le Courrier du désert
- 6 mai 1964 : Le Saint
- 16 mai 1964 : Ici Interpol
- 17 mai 1964 : Hong Kong
- 30 mai 1964 : L'Histoire pittoresque
- 26 juin 1964 : La Grande Caravane
- 28 novembre 1964 : Les Possédés
- décembre 1964 : Les Hauts de Hurlevent
- 31 décembre 1964 : Les Diamants de Palinos
- 6 janvier 1965 : Bonanza
- 6 février 1965 : La Quatrième Dimension
- 20 février 1965 : Bonne chance M. Lucky
- 4 mars 1965 : Histoires d'hommes
- 14 mars 1965 : Ombres sur le soleil
- 11 mai 1965 : De nos envoyés spéciaux
- 16 mai 1965 : La Main dans l'ombre
- 13 juin 1965 : Échec et mat
- 19 septembre 1965 : Marc et Sylvie
- 30 octobre 1965 : C'est arrivé à Sunrise
- 20 septembre 1965 : L'Homme à la Rolls
- 20 septembre 1965 : Les Facéties du sapeur Camember
- 21 septembre 1965 : Mon filleul et moi
- 8 octobre 1965 : Le train bleu s'arrête 13 fois
- 9 octobre 1965 : Suspicion
- 26 novembre 1965 : Les Comédiens
- 11 décembre 1965 : Les Saintes chéries
- 24 décembre 1965 : L'Extraordinaire Petros
- 3 janvier 1966 : Si Perrault m'était conté
- 9 janvier 1966 : Le Virginien
- 3 avril 1966 : Vive la vie
- 17 avril 1966 : L'Homme à la carabine
- 26 mai 1966 : Le Vagabond
- 23 juillet 1966 : Gerfaut
- 12 septembre 1966 : Les Rats du désert
- 10 octobre 1966 : Comment ne pas épouser un milliardaire
- 16 octobre 1966 : Les Globe-trotters
- 24 décembre 1966 : Allô Police
- 7 janvier 1967 : Vidocq
- 14 janvier 1967 : Des agents très spéciaux
- 29 janvier 1967 : Quand la liberté venait du ciel
- 12 février 1967 : Adèle
- 13 mars 1967 : Commando spatial - La Fantastique Aventure du vaisseau Orion
- avril 1967 : La Famille Colin-Maillard
- 4 avril 1967 : Chapeau melon et bottes de cuir
- 7 avril 1967 : Interrogatoire
- 9 avril 1967 : Les Mystères de l'Ouest
- 15 avril 1967 : Signé alouette
- 30 avril 1967 : Les Aventures de Michel Vaillant
- 15 juillet 1967 : Le Gant de velours
- 16 juillet 1967 : Détective international
- 28 juillet 1967 : La vie commence à minuit
- 15 septembre 1967 : L'amateur ou S.O.S. Fernand
- 24 septembre 1967 : Une mère pas comme les autres
- 26 août 1967 : L'Extravagante Lucie
- 1er octobre 1967 : Le Fugitif
- 3 octobre 1967 : Le Tribunal de l'impossible, série consacrée aux énigmes historiques et au fantastique
- 7 octobre 1967 : Alias le Baron
- 10 octobre 1967 : Mission impossible
- 14 octobre 1967 : Les Enquêtes du commissaire Maigret
- 29 octobre 1967 : Au cœur du temps
- 13 novembre 1967 : Max le débonnaire
- 4 décembre 1967 : La vérité sur l'espionnage
- 4 janvier 1968 : Sylvie des 3 ormes
- 8 janvier 1968 : Le Plus Grand Chapiteau du monde
- 30 janvier 1968 : L'Ouest aux deux visages
- 12 février 1968 : Les Atomistes
- 14 février 1968 : Anémone
- 11 mars 1968 : Les Dossiers de l'agence O
- 18 février 1968 : Le Prisonnier
- 5 avril 1968 : Six chevaux bleus
- 14 avril 1968 : Sur la piste du crime
- 4 mai 1968 : Provinces
- 5 mai 1968 : Les Secrets de la mer Rouge
- 29 juillet 1968 : L'Homme de l'ombre
- 8 septembre 1968 : Max la Menace
- 8 septembre 1968 : Valérie et l'aventure
- 10 septembre 1968 : La Prunelle
- 9 octobre 1968 : Le Socrate
- 27 octobre 1968 : La Grande Vallée
- 2 novembre 1968 : Thibaud ou les Croisades
- 10 décembre 1968 : L'Éventail de Séville
- 2 janvier 1969 : Mannix
- 29 janvier 1969 : Annie, agent très spécial
- 14 avril 1969 : S.O.S. fréquence 17[3]
- 27 avril 1969 : Le Cheval de fer
- 3 mai 1969 : Les Cavaliers de la route
- 8 juin 1969 : Minouche
- 24 juin 1969 : D'Iberville
- 1er juillet 1969 : Le comte Yoster a bien l'honneur
- 1er juillet 1969 : Une femme à aimer
- 5 juillet 1969 : Match contre la vie
- 27 juillet 1969 : Ce sentimental M. Varela
- 16 août 1969 : Laure
- 1er septembre 1969 : Agence Intérim
- 4 septembre 1969 :  Les Envahisseurs
- 9 septembre 1969 : Candice, ce n'est pas sérieux
- 16 septembre 1969 : Trois étoiles
- 29 septembre 1969 : La cravache d'or
- 26 octobre 1969 : Voyage au fond des mers
- 24 novembre 1969 : L'Homme de fer
- 15 décembre 1969 : Le Petit Monde de Marie-Plaisance

### Séries jeunesse
- 1960 : Bastoche et Charles-Auguste
- 16 avril 1960 : Mon amie Flicka
- 15 septembre 1960 : Les Aventures de Betty et Betta
- 16 octobre 1960 : Le Fils du cirque
- décembre 1960 : Joë chez les abeilles
- 15 janvier 1961 : La Déesse d'or
- 11 février 1961 : Aventures dans les îles
- 16 octobre 1961 : Le Temps des copains
- 21 décembre 1961 : Poly, de Cécile Aubry
- 1962 : Les Aventures de Tintin, d'après Hergé
- 3 février 1962 : Joë chez les fourmis
- 19 mai 1962 : Roquet belles oreilles (Première Animations Hanna-Barbera Productions)
- août 1962 : La fontaine des trois soldats
- 10 décembre 1962 : Bonne nuit les petits
- 27 avril 1963 : Les Pierrafeu
- 11 juillet 1963 : Denis la petite peste
- 3 novembre 1963 : Thierry la Fronde
- 5 décembre 1963 : Les Vacances de Poly
- 1964 : Les Petites Canailles
- 16 janvier 1964 : Bayard
- 23 janvier 1964 : Joë au royaume des mouches
- 24 septembre 1964 : Les Indiens
- 24 septembre 1964 : Poly et le secret des sept étoiles
- 5 octobre 1964 : Le Manège enchanté
- 18 octobre 1964 : Picolo et Piccolette
- 1965 : Les Aventures de Saturnin
- 1965 : Papouf et Rapaton
- 7 janvier 1965 : Zorro
- 9 février 1965 : Robin des bois
- 28 mars 1965 : Monsieur Ed, le cheval qui parle
- 28 mars 1965 : Bob Morane
- 10 septembre 1965 : Les Aventures de Robinson Crusoé (en)
- 26 septembre 1965 : Belle et Sébastien
- 30 septembre 1965 : Poly au Portugal
- 1966 : Jappy et Pappy Toutou
- 12 février 1966 : L'Âge heureux
- 17 juillet 1966 : Ma sorcière bien-aimée
- 24 septembre 1966 : Corsaires et Flibustiers
- octobre 1966 : Kiri le clown
- 13 novembre 1966 : Flipper le dauphin
- 17 novembre 1966 : Grangallo Tirevite
- 22 décembre 1966 : Au secours Poly, au secours !
- 1967 : Minizup et Matouvu
- mars 1967 : La Maison de Toutou
- 29 avril 1967 : Batman
- 11 mai 1967 : Titus le petit lion
- 10 juin 1967 : L'Île au trésor
- 16 septembre 1967 : Les Chevaliers du ciel
- 8 octobre 1967 : Woody Woodpecker
- 26 octobre 1967 : Popeye
- 9 novembre 1967 : Poly et le diamant noir
- 1968 : Lippy le lion
- 4 février 1968 : Sébastien parmi les hommes
- 29 avril 1968 : Les Shadoks
- 12 décembre 1968 : Skippy le kangourou
- 21 décembre 1968 : Les Contes du Chat Perché
- 24 décembre 1968 : Les Aventures de Babar
- 1er février 1969 : Les Aventures de Tom Sawyer (de)
- 12 février 1969 : Aglaé et Sidonie
- 11 mars 1969 : Yao
- 5 mai 1969 : Sourissimo
- 8 mai 1969 : Mon ami Ben
- 3 juillet 1969 : Les Fous du volant
- 25 août 1969 : Daktari
- 7 septembre 1969 : Le trésor des Hollandais
- 1969 : Les Poucetofs
- 1969 : Pépin la bulle
- 1969 : La cabane de Samsong
- 1969 : Yogi l'ours